# Guity Novin
Guity Novin (nacida Guity Navran, 1944) es una pintora figurativa iraní-canadiense que reside en Canadá.

## Vida y trabajo
Guity Novin nació en Kermanshah (Irán) en 1944. Actualmente reside en Vancouver y Toronto. Guity se graduó en el Colegio de Señoritas de Artes de Teherán en 1965, y del Instituto de Artes Decorativas de Teherán en 1970. Expuso sus pinturas en "Salon d' autumn" en París.
En 1975 se trasladó a La Haya Holanda y realizó estudios en la Vrije Academie voor Beeldende Kunsten, exponiendo sus pinturas en 1975 en Noordeinde. En 1976, se trasladó a Mánchester, Inglaterra, y en 1978 expuso sus pinturas en la Didsbury Library. Sus pinturas fueron seleccionadas en 1979 para la exposición en el E.C.A en el National Theatre de Londres.
Guity emigró a Canadá en 1980, y vivió sucesivamente en Kingston, Ontario (1979-1983), Montreal (1983-1984), y Ottawa (1984-1996). Finalmente, se radicó en Vancouver, Columbia británica. Ha expuesto en galerías en Kingston, Ottawa, Montreal, Toronto y Vancouver. A partir de 1996 a través de una serie de exposiciones ha demostrado la corriente que ella ha denominado Transpresionismo. Algunas de sus exposiciones, son: The Bliss of Solitude (2004), And Yet the Menace of the Years Find, and Shall Find, Me Unafraid (2006), and Whispered of peace, and truth, and friendliness unquelled (2007) (Todas en el Centro Comunitario para las Artes del Norte de Vancouver, "Arte en el jardín").
Sus pinturas se encuentran en colecciones privadas y museos alrededor del mundo. Sus ilustraciones se publican en "Le Carnaval de la licorne" (2001). Ella ha formado parte del comité nacional de artistas de la UNESCO.

## Obras gráficas
Guity Novin trabajó como diseñador gráfico para carteles y la portada de revistas en Irán durante el período 1960-70. Ella ilustra las portadas de revistas como Negin y Zaman, y el Tratado de Libre Cine de Irán, una revista de un grupo de jóvenes cineastas experimentales. También fue el diseñador del primer Festival Internacional de Cine en Teherán. En Ottawa, publicó los dibujos en su Revista feminista Rompiendo el Silencio en la década de 1980.

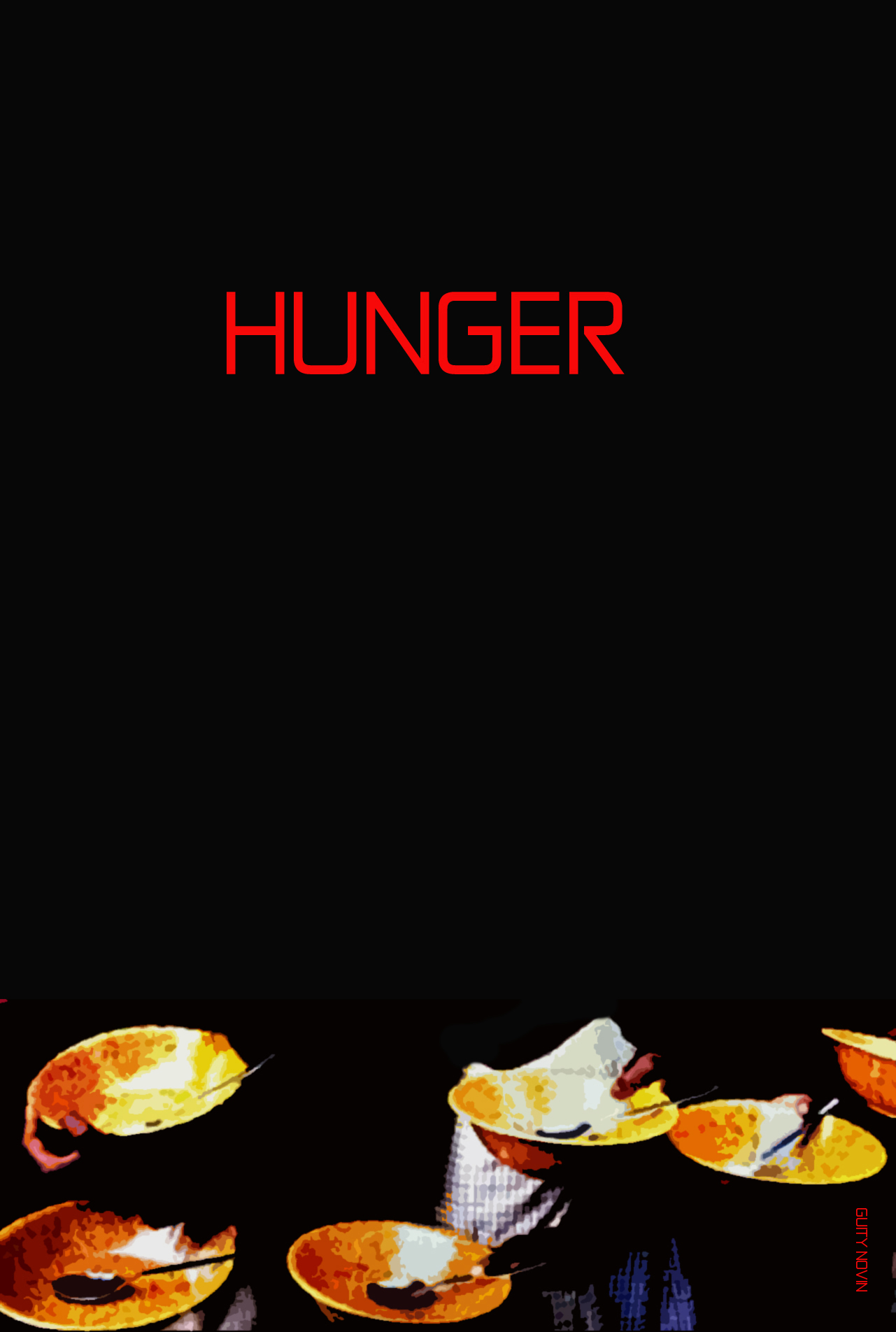
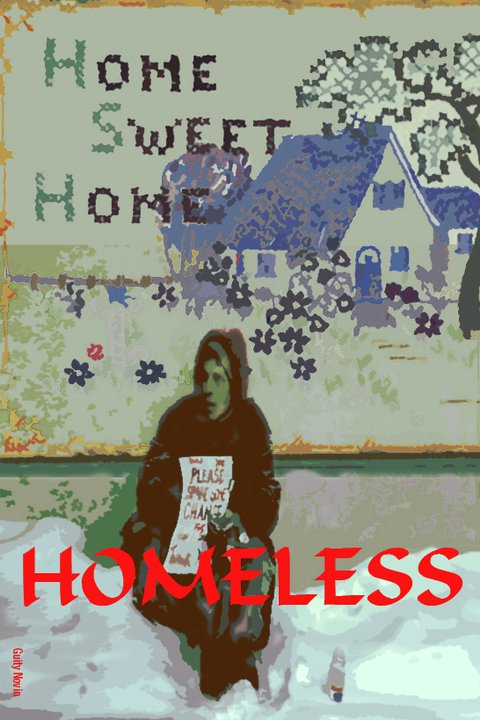
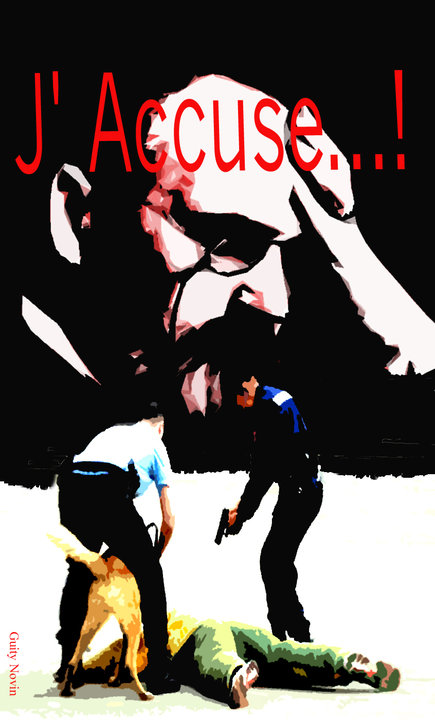